# جیمی پاترسون (بازیکن فوتبال، زاده ۱۹۹۱)
جیمی پاترسون (انگلیسی: Jamie Paterson؛ زادهٔ ۲۰ دسامبر ۱۹۹۱) بازیکن فوتبال اهل بریتانیا است.
از باشگاه‌هایی که در آن بازی کرده‌است می‌توان به باشگاه فوتبال والسال، باشگاه فوتبال هادرزفیلد تاون، و باشگاه فوتبال ناتینگهام فارست اشاره کرد.